# Antonio Maria Ruffo
Antonio Maria Ruffo (ur. 11 czerwca 1687 w Bagnara Calabrze, zm. 22 lutego 1753 tamże) – włoski kardynał.

## Życiorys
Urodził się 11 czerwca 1687 roku w Bagnara Calabrez, jako syn Francesca Ruffo i Giovanny Lanzy y Moncady. Po studiach został referendarzem Trybunału Obojga Sygnatur i klerykiem Kamery Apostolskiej. 9 września 1743 roku został kreowany kardynałem prezbiterem i otrzymał kościół tytularny San Silvestro in Capite. 28 grudnia 1744 roku przyjął święcenia kapłańskie. Zmarł 22 lutego 1753 roku w Bagnara Calabrze.